# Small Device C Compiler
Der Small Device C Compiler (SDCC) ist ein quelloffener C-Cross-Compiler für Mikrokontroller. Die Software-Suite umfasst neben dem Compiler einen Linker, Assembler, Simulator und Debugger. Sein Design ist für eine Anpassung an weitere 8-Bit-Zielsysteme ausgelegt (engl. retargetable). Die Software steht unter der GNU General Public License.
SDCC wurde eingesetzt, um das Echtzeit-Betriebssystem des FreeRTOS-Projekts auf die 8051-basierte Mikrocontroller-Serie der Silicon Laboratories zu portieren.

## Unterstützte Zielarchitekturen
- Intel 8051 und dessen Varianten
- Zilog Z80 sowie binärkompatible Varianten.
- Zilog Z180
- Rabbit 2000
- Rabbit 2000A sowie die binärkompatible Variante Rabbit 3000
- Rabbit 3000A  sowie die binärkompatiblen Varianten Rabbit 4000 und Rabbit 6000
- Zilog eZ80 im Z80-Modus.
- Sharp LR35902 (CPU des Game Boys)
- Freescale HC08
- Freescale S08
- STMicroelectronics STM8
- Toshiba TLCS-90
- Padauk Technology PDK14 und PDK15.

In Arbeit:
- Padauk Technology PDK13.
- MOS Technology 6502
- Microchip PIC-Mikrocontroller-Varianten PIC16 sowie PIC18

## Optimierungen
Die von SDCC unterstützen Architekturen unterscheiden sich teils deutlich von anderen üblichen, weshalb SDCC im Vergleich zu anderen Compilern wie GCC und LLVM teils deutlich andere Optimierungen aufweist. Beispielsweise sind die meisten Zielarchitekturen CISC mit einer geringen Anzahl an Registern. SDCC verwendet für die meisten Zielarchitekturen einen auf Baumzerlegungen basierenden optimalen Registerallokator, dessen Laufzeit exponentiell in der Anzahl der Register ist. Die Registerallokation erfolgt byteweise (bisher nur für STM8 vollständig implementiert).